# Мозамбіцький ескудо

2,5 ескудо, 1955

Ескудо був валютою Мозамбіку в 1914-1980. В одному ескудо було 100 сентаво.

## Історія
Ескудо вступило в обіг, замінюючи реал за обмінним курсом 1 ескудо = 1000 реал. До 1977 року воно мало таку саму вартість, як португальське ескудо. Спочатку Мозамбік користувався власними банкнотами, але використовував португальські монети. Тільки у 1935 році були випущені монети спеціально для використання в Мозамбіку. У 1975 році було запропоновано метікал як заміну ескудо, але її не використовували. Ескудо було остаточно замінено метікалем у 1980 році за тим самим обмінним курсом.

## Монети
Між 1935 і 1936 випущені монети номіналами 10, 20 і 50 сентавос, а також 1, 2+1⁄2, 5 і 10 ескудо, при цьому 2+1⁄2, 5 і 10 ескудо були виготовлені із срібла. У 1952 році були випущені срібні 20 ескудо. З 1968 по 1971 роки срібні 5, 10 і 20 ескудо були замінені металевими монетами. Останні монети були випущені у 1974 році.

## Банкноти
У 1914 введені тимчасові банкноти з номіналами 100 і 1000 ескудо, разом із звичайними банкнотами на 10, 20 і 50 сентавос, які випускало Банко Насіонал Ультрамаріно. У 1920 році були введені тимчасові банкноти на 10, 20 і 50 сентавосів, а також на 1 і 2+1⁄2 ескудо. Після цього були випущені звичайні банкноти з номіналами 1, 2+1⁄2, 5, 10, 20, 50 і 100 ескудо. Тимчасові банкноти на 50 сентавосів і звичайні банкноти на 500 і 1000 ескудо були введені у 1941 році. У 1976 році банкноти номіналом 50, 100, 500 і 1000 ескудо, видані Банко Насіонал Ультрамаріно, були переоформлені з новою назвою випускаючого банку — Banco de Moçambique.